# 吉维·贾瓦希什维利
吉维·德米特里耶维奇·贾瓦希什维利（俄语：Гиви Дмитриевич Джавахишвили，1912年12月18日—1985年11月10日），格鲁吉亚人，苏联党和国家领导人。曾任格鲁吉亚苏维埃社会主义共和国最高苏维埃主席、部长会议主席等职务。

## 生平
- 1912年9月5日（格里历：9月18日）出生于第比利斯的一个医生家庭。1934年毕业于外高加索工业学院采矿系，获地质工程师资格。
- 1934年-1941年，水文勘测队队员。1940年加入联共（布）。
- 1941年-1942年，格共（布）第比利斯市奥尔忠尼启则区党委指导员。
- 1942年-1944年，格鲁吉亚苏维埃社会主义共和国人民委员会下属国家计划委员会燃料和能源司司长。
- 1944年-1945年，格共（布）中央燃料和能源部讲师。
- 1945年-1947年，格共（布）中央燃料和能源部副部长。
- 1947年-1948年，格共（布）中央燃料和能源部长兼燃料和能源部党组副书记。
- 1948年-1952年，格共（布）中央重工业部长。
- 1952年-1953年，第比利斯市长。期间，1952年4月-1953年4月，格鲁吉亚苏维埃社会主义共和国最高苏维埃主席。
- 1953年4月-9月，格鲁吉亚苏维埃社会主义共和国部长会议副主席。
- 1953年9月-1975年12月，格鲁吉亚苏维埃社会主义共和国部长会议主席。在苏共22大上，他代替瓦西里·姆扎瓦纳泽发表讲话，要求将斯大林的遗体从陵墓中移走，并且与姆扎瓦纳泽一起成为领导重新安葬斯大林的政府委员会成员。
- 1975年12月起退休，享受个人养老金待遇。
- 1985年11月10日于第比利斯逝世，享年72岁。

贾瓦希什维利是苏共19-24大代表，第20-24届中央委员；第4-9届苏联最高苏维埃联盟院代表，第3-8届格鲁吉亚苏维埃社会主义共和国最高苏维埃代表。

## 荣誉
- 两次列宁勋章
- 十月革命勋章
- 劳动红旗勋章
- 荣誉勋章